# جنبش جوانان لوتارو
جنبش جوانان لوتارو (انگلیسی: Lautaro Youth Movement) یا ماپو لوتارو سازمانی چپ و مسلح در شیلی بود که در سال ۱۹۸۲ توسط گیلرمو اساندون تأسیس شد.
در دوران دیکتاتوری نظامی در شیلی، برخی از اعضای رهبر مقاومت بومی، دست به تشکیل یک سازمان رزم چریکی زدند. این سازمان رزم نام لوتارو، رهبر مقاومت بومی در شیلی را برای خودش انتخاب کرد. پس از لوتارو، رهبر مقاومت بومی در شیلی نام گذاری شد.